# Röjarskivan 3 – Sista grisfyllan
Röjarskivan 3 – Sista grisfyllan är ett musikalbum med punklåtar som släpptes 28 februari 1997. Skivan gavs ut av Ägg Tapes & Records och medverkande artister är bland andra Vrävarna, The Kristet Utseende, Coca Carola, De Lyckliga Kompisarna, Köttgrottorna, Troublemakers, M.I.D., No Fun at All och Barbaras grannar.

## Låtlista
1. Vrävarna - Vrävafest
2. Valium - Lördagskväll
3. The Kristet Utseende - En pint sprit
4. Barbaras grannar - Salm 96
5. Coca Carola - Öl
6. De Lyckliga Kompisarna - Rysk bompa
7. Troublemakers - In i dimman
8. Raw Mania - Full n'rull
9. M.I.D - Nykterister
10. Barbaras Grannar - Den vinglande framtid är vår
11. Boozter Pallus - För sommarens skull
12. The Kristet Utseende - Club raki turkye
13. M.I.D - Nu super vi
14. Köttgrottorna - Full och dum
15. Kokt Grus - Partybroms
16. No Fun at All - Alcohol
17. Svarta Spyor - Mozart gillar folköl
18. Kurt Olvars Rebeller - Fyllecell
19. Valium - Baksmällan
20. Vrävarna - Blossaglögg
21. Johan Johansson - Karusellflickan